# Allan Stewart
Ailean Breac Stiùbhart anche noto come Allan Stewart o Allan Breck Stewart (1711 – 1791) è stato un rivoluzionario scozzese, è noto per essere stato sospettato dell'omicidio di Appin e di vari atti rivoluzionari contro le truppe di Giorgio II d'Inghilterra.

## Biografia
Come d'uso all'epoca presso i clan scozzesi, Allan Breck Stewart e suo fratello crebbero sotto la tutela di James Stewart (conosciuto come James of the Glen) ad Appin, in Scozia. Si arruolò nell'esercito inglese di Giorgio II nel 1745, poco prima dell'insurrezione giacobita del 1745. Combatté nella battaglia di Prestonpans, ma disertò a favore dei giacobiti delle Highlands. Di conseguenza combatté dalla parte dei giacobiti durante la campagna militare dei Quarantacinque e nella battaglia di Culloden. Dopo la sconfitta dei giacobiti a Culloden, Stewart fuggì in Francia, accompagnando il suo comandante e capo clan, il colonnello Charles Stewart di Ardshiel, benché Ardshiel non fosse il vero capo degli Appin Stewarts, ma ne avesse preso il comando in assenza del capo legittimo. Si unì quindi ad uno dei reggimenti scozzesi dell'esercito francese, dove fu incaricato di tornare in Scozia come esattore per i capi clan esiliati e come arruolatore di soldati per la corona francese.
Il 14 maggio del 1752, Colin Roy Campbell of Glenure, l'esattore reale inglese presso il clan degli Ardshiel Stewarts fu ucciso. Dato che Allan Stewart aveva, in precedenza, pubblicamente minacciato Campbell e si era informato riguardo agli impegni di Campbell stesso per il giorno in questione, venne emesso a suo carico un mandato d'arresto. Dato che riuscì ad evitare la cattura, fu condannato a morte in contumacia. Suo padre venne accusato di complicità in omicidio e venne impiccato. Le due condanne vennero emesse nonostante non ci fossero prove a carico né di Allan né di James. Successive indagini dimostrarono che l'omicidio non potteva essere stato perpetrato da Allan.
Come conseguenza dell'omicidio di Campbell, il governo britannico cominciò a temere, da un lato, gli assassinii da parte dei giacobiti dei propri rappresentanti nelle Highlands, dall'altro temette la potenziale recrudescenza della faida fra i Campbell e gli Stewart. L'esecuzione di James of the Glen aumentò lo scontento del clan degli Stewart.
Allan Breck Stewart viene rappresentato come una figura romantica. Non ci sono notizie riguardanti quanto accadde a Stewart dopo il processo. In seguito alle storie di Walter Scott, si ritiene che egli riprese servizio nell'esercito francese e venne poi mandato in Nord America a combattere nella guerra franco-indiana.

## La sua figura nella letteratura
Nella sua introduzione a Rob Roy pubblicata nel 1817, Sir Walter Scott racconta dell'omicidio di Appin e tale descrizione sarà la fonte d'ispirazione per Robert Louis Stevenson che lo porterà a scrivere Il ragazzo rapito nel 1886. In essa egli afferma che un suo amico incontrò per caso un Al(l)an Stewart invecchiato nella Parigi del 1789 nella casa di un prete benedettino scozzese, poco prima dello scoppio della Rivoluzione francese. 
Walter Scott, all'età di 15 anni, come praticante avvocato, si recò nelle Highlands su un pony per incontrare un cliente del padre, Alexander Stewart of Invernahyle e così ottenne tutte le informazioni a sua disposizione su Rob Roy, la rivolta giacobita e l'omicidio di Appin. L'anziano cliente aveva combattuto a fianco di Bonnie Prince Charlie ed era stato ferito a Culloden. Walter Scott utilizzò la reale storia di Alexander nella battaglia di Prestonpans (in cui Allan Breck combatte fra le truppe governative) come base per il romanzo Waverley del 1814. Alexander conobbe Rob Roy di persona, ma Scott lo fraintese quando scrisse che Alexander aveva sconfitto Rob Roy a duello. Alexander viveva alla periferia sud di Appin, era un fedele giacobita ed era cugino di Colin Campbell of Glenure detto volpe rossa, che era anche suo vicino, quindi assistette in prima persona agli eventi dell'omicidio e della condanna di Allan Steward.